# 1.ª Brigada Acorazada
La 1.ª Brigada Acorazada «Coraceros del General Joaquín Prieto Vial» es una brigada del Ejército de Chile con sede en Arica. Se creó en 2007. con el plan de reestructuración del Ejército de Chile que crearía cinco brigadas acorazadas solamente compuestas por personal profesional, estas unidades serían modernas y capaces de ser móviles, flexibles, rápidas.
Esta unidad táctica tiene su guarnición en la ciudad de Arica, forma parte de la VI División de Ejército y está conformada por:
- Batallón de Infantería Blindado N.º 27 "Bulnes"
- Grupo de Blindados N.º 9 "Vencedores" (ex-Regimiento de Caballería Blindada N.º 9 "Vencedores")
- Grupo de Artillería N.º 4 "Miraflores" (ex-Regimiento de Artillería N.º 4 "Miraflores")
- Compañía de Ingenieros Mecanizada N.º 9 "Zapadores"
- Compañía de Telecomunicaciones N.º 10 "San Marcos de Arica"
- Pelotón de Exploración Blindado.
- CED (Compañía de Exploración Divisionaria).
- Grupo de Artillería N.º 15 "Traiguén"
- Baterías de Artillería Antiaérea "Mistral"
- Compañía Antiblindaje de Misiles "Spike"